# Marines (Val-d’Oise)
Marines egy község Franciaországban. Lakosainak száma 3508 fő (2022. január 1.).

## Földrajza
Marines Neuilly-en-Vexin, Frémécourt, Bréançon, Brignancourt, Chars, Le Heaulme és Santeuil községekkel határos.